# Палисада
Палисада (честокол, стобор) е дървена или метална ограда – стена с разнообразна височина, която обикновено се използва като фортификация-защитно съоръжение.

## Типична конструкция
Типичната конструкция на една палисада се състои от малки или средно големи дървесни стволове, наредени вертикално и без промеждутъци. Дънерите често се заострят в горния край, а долният край се забива в земята. Понякога се добавят и помощни конструкции за по-голяма устойчивост. Височината на палисадата варира от няколко десетки сантиметра до към три метра височина. Като защитни съоръжения палисадите се използват най-често в комбинация с изкопи и ровове.
Палисадите са идеално решение за малки фортове или други укрепления, построени бързешком. Понеже са дървени, могат лесно и скоростно да се построят от наличния в околността материал. Ефективни са при краткотрайни конфликти и успяват да възпрат малобройна военна сила. Въпреки това са изключително уязвими спрямо огън и обсадни машини.
Често се случва палисада да бъде издигната около новопостроен замък като временна стена, преди да се изгради постоянната каменна такава. Палисадите са използвани често в Нова Франция.